# Symphony of the Seas
Le Symphony of the Seas est un navire de croisière de la compagnie Royal Caribbean Cruise Line, construit aux Chantiers de l'Atlantique de Saint-Nazaire entre octobre 2015 et mars 2018. 
Il est actuellement le deuxième plus gros paquebot au monde (en tonnage) derrière le Wonder of the Seas et devant son sister-ship Harmony of the Seas. Contrairement à ce dernier, le Symphony of the Seas possède une piscine supplémentaire située dans la verrière avant, derrière la passerelle de commandement. Il appartient à la classe Oasis.

## Histoire

### Préliminaires
La commande de cette quatrième unité de la série est confirmée en mai 2014, lors de la mise sur cale des premiers éléments de l’Harmony of the Seas. La livraison a lieu le 23 mars 2018. Ce navire devrait, avec l’Harmony of the Seas, comporter quelques évolutions par rapport aux deux précédents, notamment sur le plan de l'efficacité énergétique.

### Construction
La première tôle est découpée le 3 février 2015 en présence de l'armateur. Le premier bloc préfabriqué est posé le 29 octobre 2015. En novembre 2016, plus de la moitié de la coque est assemblée. La première mise en eau de la cale de construction a lieu mi-novembre 2016, pour que le navire soit déplacé en cale plus profonde, car il est trop haut pour permettre au « Très Grand Portique » (TGP) de continuer la pose des blocs préfabriqués pour l'assemblage (une fois posée, la cheminée du navire sera située à environ deux mètres en dessous du portique).
En janvier 2017, l'entreprise FlowRider, qui conçoit les simulateurs de surfs des navires de Royal Caribbean Cruise Line, annonce dans un communiqué la commande de deux simulateurs pour le navire Symphony of the Seas. La compagnie annonce alors que FlowRider a dévoilé le nom du B34, (nom du projet) sans pour autant affirmer que le nom est bien Symphony of the Seas, avant qu'un bloc confirme le nom du navire.
Le paquebot est mis à l'eau et déplacé dans le bassin d'armement pour finition le 9 juin 2017. Le navire réalise deux séries d'essais en mer, les premiers en février 2018 et une seconde campagne en mars 2018 avant sa livraison à Royal Caribbean le 23 mars 2018. Le navire quitte Saint-Nazaire sous le commandement du capitaine Rob Hempstead le 24 mars 2018 en direction de Malaga, avant de rejoindre Barcelone, son premier port d'attache, le 29 mars 2018. Un voyage d'essais de 5 jours avec passagers a lieu le 31 mars 2018. Le voyage inaugural part le 7 avril 2018 au départ de Barcelone avec escales à Palma, Marseille, La Spezia, Civitavecchia et Naples.

## Croisières après la construction

### Saison inaugurale en Méditerranée d'avril à octobre 2018
Le Symphony of the Seas sera positionné en Méditerranée pour sa première saison à partir d'avril 2018 avec comme port d'attache Barcelone. 
Il quittera ensuite le 28 octobre 2018 le port de Barcelone pour rejoindre le port de Miami dans lequel il sera positionné, sur le nouveau terminal que fait construire Royal Caribbean.

## Caractéristiques

### Cabines
- 2 745 cabines
- Près de 1 800 cabines avec vue sur mer
- 46 cabines adaptées pour PMR (Personne à Mobilité réduite)
- La suite royale fait 142 m²

### Équipements de loisirs
- 1 tyrolienne de 24 mètres
- 2 murs d'escalade
- 2 simulateurs de surf (FlowRider)
- 11 piscines
- 10 bains à remous dont 2 suspendus au-dessus de l'eau
- 3 toboggans aquatiques allant du pont 18 au pont 15 (le pont piscine)
- 2 toboggans Ultimate Abyss de 30 mètres de long (non aquatiques)
- 2 théâtres dont 1 aquatique en extérieur
- 2 spa
- 1 casino
- 1 parc naturel (Central Park)
- 1 minigolf et terrains de sport dont 1 basket
- 1 patinoire
- 1 carrousel
- 20 restaurants
- 35 bars
- 1 Bionic Bar
- 1 fosse aquatique d'une profondeur de 5,4 mètres pour plongeon
- 1 laser game
- des boutiques et commerces

### Caractéristiques techniques

#### Propulsion
- Le navire sera propulsé par trois Azipod ABB de 20,5 MW chacun.
- Les trois Azipod seront alimentés par six moteurs Diesel Wärtsilä couplés à des alternateurs Leroy-Somer, développant une puissance de 92 400 kW, soit environ 126 000 ch.
  - Deux moteurs 16V46 de 18 480 kW.
  - Quatre moteurs 12V46 de 13 860 kW.
- Pour les manœuvres portuaires, il disposera de quatre propulseurs d'étrave Wärtsilä CT3500 (situés à la proue sous la ligne de flottaison) d'une puissance de 5,5 MW (environ 7 500 ch) chacun, ce qui lui permet de se passer de remorqueur jusqu'à un vent de travers de 40 nœuds.
- La consommation théorique de carburant est estimée à environ 3,7 l par 100 km et par personne, soit une consommation totale d'environ 270 tonnes par jour de navigation de 24 h à 22 nœuds.

#### Stabilisation
- Accessoire habituel sur un bateau de cette taille, deux ailerons stabilisateurs déployables diminuent le roulis par gros temps en agissant comme une aile orientable contrant les habituelles inclinaisons sur bâbord et tribord, système efficace à partir de 10 nœuds de vitesse.

Ce navire est constitué de 525 000 m2 de tôle d'acier, 5 000 km de fil électrique, 90 000 m2 de moquette[réf. souhaitée].